# Британски Вирджински острови
Британските Вирджински острови (на английски: British Virgin Islands) са задморска територия на Великобритания. Те са част от Карибските острови и са разположени в Карибско море на изток от Пуерто Рико. Британските Вирджински острови са с постоянно население от 22 016 жители (2005 г.) и имат обща площ от 153 км².

## История
- 15 ноември 1493 г. – островите са открити от експедиция на Христофор Колумб;
- 1648 г. – първи преселници – нидерландци;
- 1666 г. – заселване на англичани – начало на плантационното стопанство, основано на робски труд (7 хил. негри роби);
- 1762 г. – официално колония на Великобритания;
- 1872 – 1956 г. – островите са в състава на Подветрените острови;
- 1960 г. – официално са обявени за отделна територия;
- 1967 г. – на островите е предоставено ограничено самоуправление.

## География
Британските Вирджински острови са група острови, разположени източно от остров Пуерто Рико и североизточно от Американските Вирджински острови. Географски те са част от архипелага на Вирджинските острови. Общата им площ е 153 km². Състоят от 36 острова, четири от които са сравнително големи: Тортола (59,2 km²), на който е разположен административният център град Роуд Таун, Анегада (38,6 km²), Вирджин Горда (21,2 km²) и Джост Ван Дайк (8,3 km²). Останалите 32 са малки островчета и скали с обща площ 25,7 km². Общата дължина на бреговата им линия е 124 km. Съставени са предимно от мезокайнозойски варовици, изграждащи малки древни кристалинни и вулканични масиви с максимална височина връх Маунт Сейдж (543 m).
Климатът е тропически, пасатен, горещ и влажен с два сухи сезона. Годишната сума на валежите е до 1200 mm. Ураганите и земетресенията са често явление. Липсата на реки и езера, както и дълбоките подземни води значително усложняват проблема с водоснабдяването, въпреки голямото количество валежи. Дъждовната вода се събира в специални резервоари. След изграждането на инсталации за обезсоляване този проблем е решен.
Флората и фауната на островите са до голяма степен унищожени от хората. Местата на унищожените гори са заети от обширни плантации, в които се отглежда захарна тръстика, тропически плодове и др. Морските води на островите са богати на риба, ракообразни и мекотели.

## Население
- Население – 22,4 хил. жители. Гъстота – 148.3 жители/km².
- Етнически състав – виргинци – 96,4 % (негри и мулати), англичани – 5,4 %.
- Официален език – английски, използва се и местен диалект на английския. Азбука – Латиница. Неграмотни – 6 %.
- Конфесионален състав – християни – 99,5 % (от тях протестанти 95,4 %, католици 4,6 %, други 0,5 %). Градско население – 62 %
- Административен център – Род Таун (4 хил. жители) на остров Тортола.

## Държавно устройство
Действаща конституция от 1977 г. Монархът на Великобритания е представен от губернатор. Законодателната власт се осъществява от Законодателен съвет от 15 члена, избирани за 4 години.

## Икономика
Основният отрасъл е туризмът. Ежегодно страната се посещава от около 300 хил. туристи, предимно от САЩ.
Развитието на селското стопанство е затруднено от бедните почви. В него са заети около 2 % от активното население. Преобладава животновъдството – едър рогат добитък (около 2 хил. глави), овце (6,5 хил.), свине (3 хил.), кози (13 хил.). Отглеждат се захарна тръстика, кокосови орехи, банани, овошки.
В промишлеността са заети 16 % от активното население. Има малки предприятия на леката промишленост, цимент, сол, производство на ром.
Транспорт – основно пристанище е Род Таун. Международно летище има в Биф Айланд. Няма жп линии, шосета – 113 км.